# Larry Maddock
Larry Maddock (eigentlich Jack Owen Jardine; geboren am 10. Oktober 1931 in Eaton Rapids, Eaton County, Michigan; gestorben am 14. April 2009 in Nordkalifornien) war ein amerikanischer Science-Fiction-Autor.

## Leben
Jardine war der Sohn von John W. und Blanche M. Jardine. Nach dem College arbeitete er als Zeitungsreporter, Rundfunksprecher, Redakteur eines Herrenmagazins, Fernsehtechniker, Vertreter und zuletzt als Kreativdirektor zweier Radiostationen in Arizona.
1958 heiratete er die Tänzerin und Schauspielerin Julie Anne Harihor, mit der zusammen er zwei Romane schrieb, die unter dem Pseudonym Howard L. Cory erschienen, das sich aus Corrie Howard, dem Bühnennamen seiner Frau, und einem „L.“ für „Larry“ zusammensetzte. 1967 wurde die Ehe geschieden. 1968 heiratete er erneut und hatte aus dieser Ehe eine Tochter.
1954 veröffentlichte er eine erste Kurzgeschichte, The Disembodied Man. Es folgte eine Kurzgeschichtenserie um das Alien Webley, das dann auch in der Romanserie Agent of T.E.R.R.A. als Partner des Protagonisten Hannibal Fortune erscheint. Fortune, ein zeitreisender Agent im Stil von James Bond, arbeitet für T.E.R.R.A., was für Temporal Entropy Restructure and Repair Agency steht. Seine Aufgabe ist es, in verschiedenen Geschichtsepochen den Machenschaften von Empire zu begegnen, einer sinistren galaktischen Organisation, die immer wieder versucht, die Zeitlinie der menschlichen Geschichte zu ihren Gunsten zu verändern. Die vier Romane der Reihe erschienen in deutscher Übersetzung als Terra Taschenbuch.
Neben dieser Reihe und den beiden mit seiner Frau verfassten Romanen The Mind Monsters (1966) und The Sword of Lankor (1966) schrieb Maddock Anfang der 1960er-Jahre auch mehrere erotische Romane, teilweise unter den Pseudonymen Arthur Farmer und Alan Hunter.

## Bibliografie
Agent of T.E.R.R.A.
- 1 The Flying Saucer Gambit (1966)
  - Deutsch: Agenten der Galaxis. Moewig (Terra Taschenbuch #153), 1968.
- 2 The Golden Goddess Gambit (1967)
  - Deutsch: Die goldene Göttin. Moewig (Terra Taschenbuch #155), 1969.
- 3 The Emerald Elephant Gambit (1967)
  - Deutsch: Räuber von den Sternen. Moewig (Terra Taschenbuch #157), 1969.
- 4 The Time Trap Gambit (1969)
  - Deutsch: Gefangener in Raum und Zeit. Übersetzt von Ingrid Rothmann. Ullstein 2000 #14 (2857), 1971, ISBN 3-548-02857-8.

Webley (Kurzgeschichtenserie)
- 1 Creatures, Incorporated (1960)
- 2 Alien for Hire (1960)
- 3 When in Doubt (1960)

Romane
- Single and Pregnant (1962)
- Girls On Sin Street (1963)
- Illegitimate (1963)
- The Nymph and the Satyr (1962, als Arthur Farmer)
- Odd Girl Out (1963, als Arthur Farmer)
- Sex Life of a Transvestite (1964)
- The Mind Monsters (1966, mit Julie Ann Jardine als Howard L. Cory)
- The Sword of Lankor (1966, mit Julie Ann Jardine als Howard L. Cory)
- The Story of ‘F’ (1969, stark überarbeitete Fassung von The Nymph and the Satyr, als Alan Hunter)

Sammlung
- Unaccustomed as I am to Public Dying & Other Humorous and Ironic Mystery Stories (2005, E-Book)

Kurzgeschichten
- The Disembodied Man (1954)